# Bella Vista (Buenos Aires)
Bella Vista is een plaats in het Argentijnse bestuurlijke gebied San Miguel in de provincie Buenos Aires. De plaats telt 67.936 inwoners.

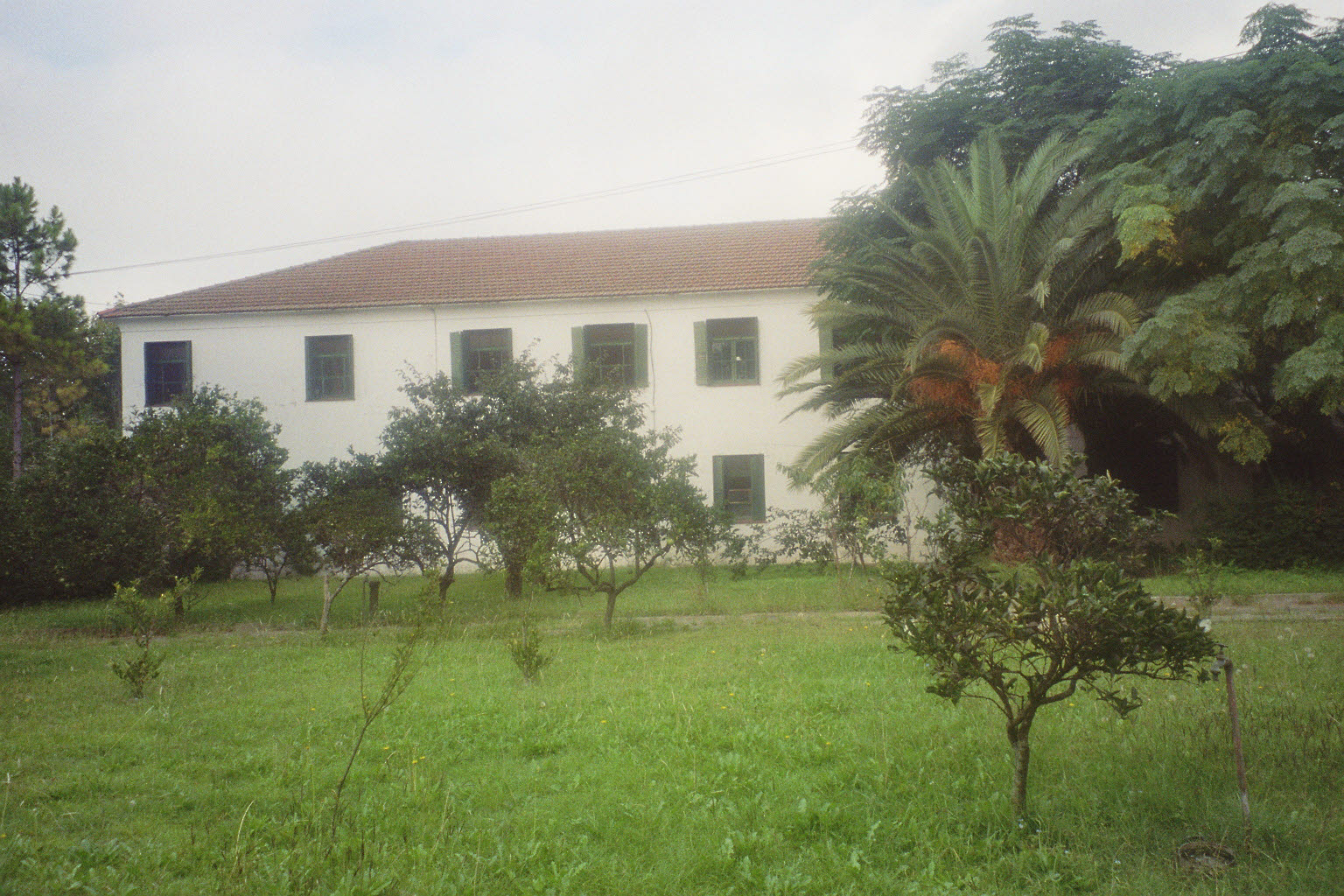
Klooster van San Alfonso

## Geboren
- Rubén Glaria (1948), voetballer